# Tales of America
Tales of America is het debuutalbum van de Amerikaanse zanger/gitarist J. S. Ondara (geboren in Nairobi, Kenia en geadopteerd door een gezin in Minneapolis).
J. S. Ondara maakte via zijn adoptieouders kennis met de muziek van onder meer Neil Young, Bob Dylan en Damien Rice. Hij leerde zichzelf gitaarspelen en liedjes schrijven. Hij plaatste een paar van zijn liedjes op internet, waarna optredens en een eerste plaat niet lang meer op zich lieten wachten. Zijn eerste single American Dream verscheen in 2018.
Ondara heeft een bijzonder stemgeluid, dat soms doet denken aan Tracy Chapman. Op dit album begeleidt hij zichzelf veelal op akoestische gitaar. Het nummer Turkish Bandana zingt hij a capella. Op een aantal nummers (waaronder het openingsnummer American Dream) wordt hij ingetogen begeleid door o.a. basgitaar en drums. Er zijn soms jazz invloeden te beluisteren, evenals wereldmuziek en soul. Alle nummers zijn door hem zelf geschreven.

## Tracklist
1. American Dream (3:59)
2. Torch Song (4:10)
3. Saying Goodbye (3:50)
4. Days of Insanity (4:29)
5. Television Girl (3:43)
6. Turkish Bandana (3:42)
7. Lebanon (3:26)
8. Good Question (3:38)
9. Master O'Connor (3:47)
10. Give Me a Moment (3:34)
11. God Bless America (3:48)

## Muzikanten
- Achtergrondzang – Joey Ryan, Madison Cunningham
- Achtergrondzang, viool – Andrew Bird
- Achtergrondzang, gitaar – Mike Viola, Taylor Goldsmith
- Bas – Jon Flower, Sebastian Steinberg
- Cello – Gabe Noel
- Cello – Evgeny Tonkha
- Drums, Percussie – Griffin Goldsmith
- Zang, gitaar – J.S. Ondara

## Productie
Dit album is uitgebracht in de Verenigde Staten en in Europa op 15 februari 2019 op het label Verve Forecast. De plaat is geproduceerd door Mike Viola. Het album is uitgebracht op compact disk (cd) en vinyl (lp). Op de site van Discogs is de discografie van dit album te raadplegen (zie bronnen en referenties).
Er zijn zes nummers van dit album op single uitgebracht: American dream; Lebanon; Saying goodbye; Torch song; Revolution blues en Mother Christmas.

## Waardering
In de Amerikaanse Heartseekers albumlijst (een hitlijst die gepubliceerd wordt door Billboard om aandacht te verkrijgen voor de verkoop van nieuwe muziek
en het ontwikkelen van de muzikale artiesten hiervan) kwam dit album op 2 maart 2019 nieuw binnen op #6. In de Britse Americana charts stond dit album op # 21.
In de Billboard album 200 (Verenigde Staten) kwam dit album op 2 maart 2019 nieuw binnen op #37.
| organisatie/land        | plaats |
| ----------------------- | ------ |
| Heartseekers VS         | 6      |
| Britse Americana charts | 21     |
| Billboard album200      | 37     |